# Chen Xue
Chen Xue (Taichung, 1970) es una escritora taiwanésa. Es la autora de Enü shu (惡女書; tdl. ‘El libro de un demonio’), una colección de cuentos publicada en 1995 que se ha convertido en un clásico de la literatura tongzhi que reconoce las vidas de las comunidades LGBTQ+ taiwanesas.

## Biografía
Nacida como Chen Yaling (陳雅玲) en 1970 en Taichung, obtuvo una licenciatura en chino de la Universidad Nacional Central en 1993. Su primer libro se publicó en 1995. Es Enü shu (惡女書; tdl. ‘El libro de un demonio’), una colección de cuatro cuentos, el más conocido de los cuales es Xunzhao tianshi de chibang (尋找天使遺失的翅膀; tdl. ‘En busca de las alas perdidas de los ángeles’), que se ha convertido en un clásico del literatura tongzhi. La historia ha sido antologizada y traducida al inglés dos veces por Patricia Stieber y Fran Martin. Su historia Venus está escrita desde una perspectiva transgénero.
Chen, lesbiana, también es famosa por besar a su pareja en la portada de la revista queer LEZS. También es una activista de derechos humanos y habla sobre los derechos LGBTQ+ en Taiwán.

## Premios y reconocimientos
Chen es novelista, además de cuentista y su obra de 2009 La poseída fue nominada a múltiples premios literarios en Taiwán.
En 2004, la directora de Hong Kong Yan Yan Mak adaptó uno de sus cuentos (蝴蝶; tdl. ‘Mariposa’) para el cine. La película Butterfly, dos veces nominada en el Festival de Cine Golden Horse de ese año, ganó posteriormente sólo un premio en los Hong Kong Film Awards de 2005. La trama se centra en una historia de amor entre una adolescente y una mujer casada.

## Recepción
Junto a Chi Ta-wei, Lucifer Hung y Qiu Miaojin, su trabajo es visto como el de una “nueva generación de autores queer” de Taiwán.  Una de las voces más destacadas, las obras de Chen se centran en una variedad de temas, además de los de las personas LGBTQ+. Sin embargo, su novela 無父之城; tdl. ‘Ciudad sin padre’, de 2019 tiene una "premisa supuestamente directa". Muchas obras abordan temas de familia y paternidad, así como del hogar y el exilio.